# Webnode
A Webnode egy online weblapkészítő rendszer, amelyet a Westcom, s.r.o, (Brno, Csehország) fejlesztett ki. A rendszer a felhasználók számára lehetővé teszi, hogy technikai ismeretek nélkül elkészítsék saját weboldalukat a ‘drag and drop’ (“Fogd és vidd”) módszerrel. A szerkesztőben sokféle funkció rendelkezésre áll, mint például cikk, katalógus, fórum, képgaléria, szavazás modul stb.

## Története
A Westcom, Ltd. 2006 szeptemberében kezdte el a Webnode fejlesztését. A rendszer hivatalosan 16 hónappal később, 2008 januárjában vált elérhetővé a felhasználók számára.
A Westcom cég eredetileg nagyobb cégek számára készített online alkalmazásokat, és kifejlesztettek egy olyan rendszert, amely a programozók számára tette könnyebbé a weboldalak létrehozását és szerkesztését. Ennek a keretrendszernek az alapján jött az ötlet, hogy készítsenek egy weblapkészítő eszközt az informatikai és technikai ismeretekkel nem, vagy csak alapszinten rendelkező felhasználók számára is.
Elsőként a cseh verzió került bevezetésre, majd ezt követte a többi nyelvi verzió. 2008 végén a Webnode-nak több, mint 200000 felhasználója volt több, mint 80 országból, beleértve az Egyesült Államokat, Spanyolországot és Kínát. Két évvel később, 2010-ben a rendszernek már 12 nyelvi verziója volt elérhető, a felhasználók száma pedig meghaladta a 2 milliót. A weblapszerkesztő jelenleg[mikor?] 25 nyelven elérhető, és több, mint 15 millió felhasználója van világszerte.

## Jellemzők
A Webnode online weblapszerkesztő a weboldalak 3 különböző típusát kínálja: személyes weboldal, üzleti weboldal és webáruház.
A rendszer futtatható a legtöbb böngészőn (például Internet Explorer, Mozilla Firefox, Netscape, Google Chrome, Safari és Opera). A weboldalak létrehozása és szerkesztése akár internetkapcsolattal rendelkező okostelefonokról is lehetséges.

## Szolgáltatás
A rendszer a Freemium üzleti modell jegyében működik, ami azt jelenti, hogy az alap szolgáltatások az ingyenes verzióban is elérhetőek, de a felhasználónak bármikor lehetősége van Prémium csomag vásárlására, amely nagyobb tárhelyet, magasabb adatforgalmi korlátot és további haladó funkciókat kínál.
Lehetőség van a saját domain regisztrációjára is, a cég továbbá személyreszabott marketingszolgáltatásokat is kínál.

## Díjak és elismerések
A LeWeb'08 Paris Startup verseny ezüstérmese

## Külső hivatkozások
- A Webnode hivatalos magyar oldala
- A Webnode hivatalos oldala
- A Webnode hivatalos magyar Facebook-oldala
- A Webnode hivatalos magyar fóruma[halott link]
- A Webnode hivatalos angol nyelvű blogja